# 克拉斯諾西爾卡 (奧夫魯奇區)
51°16′1″N 28°37′33″E / 51.26694°N 28.62583°E
克拉斯諾西爾卡（烏克蘭語：Красносілка），是烏克蘭北部的村莊，隸屬日托米爾州的科羅斯滕區。該村始建於1854年，面積1.15平方公里，海拔高度157米，2001年人口392，人口密度每平方公里340.87人。